# Alexander Mendelssohn
Alexander Mendelssohn (* 19. September 1798 in Berlin; † 25. Oktober 1871 ebenda) war ein deutsch-jüdischer Bankier aus der Familie Mendelssohn.

## Leben
Alexander Mendelssohn wurde als jüngerer Sohn des Bankiers Joseph Mendelssohn und seiner Frau Henriette, geb. Meyer geboren. Sein Bruder war der Geograf Georg Benjamin Mendelssohn.
Alexander Mendelssohn absolvierte eine kaufmännische Ausbildung. In den Jahren 1820/21 diente er als Einjährig-Freiwilliger seinen Militärdienst ab. 1822 trat er als Teilhaber in das von seinem Vater gegründete Bankhaus Mendelssohn ein. Er heiratete 1821 Marianne Seeligmann, eine Tochter des Maklers Bernhard Seeligmann. Mit dieser hatte er die Töchter Marie, Margarethe, Alexandrine sowie Clara und die Söhne Hermann, Verlagsbuchhändler in Leipzig, Adolph und Franz, beide Bankiers, sowie Wilhelm, Landwirt.
Nach dem Tod des Vaters leiteten er und sein Vetter Paul Mendelssohn-Bartholdy das Unternehmen. 1850 gründeten sie auf der Grundlage des von Joseph Mendelssohn geschaffenen Berliner-Cassenvereins die Bank des Berliner Kassenvereins. In den 1850er Jahren verstärkte sich die Hinwendung zum Geschäft mit Russland. Die Mendelssohn-Bank platzierte russische Anleihen auf den deutschen Finanzmärkten und gab dem russischen Staat Kredit. Zudem beteiligten sich Mendelssohn & Co. 1856 an der Gründung der Berliner Handels-Gesellschaft und 1870 an der Gründung der Commerz- & Discontobank in Hamburg.
Alexander Mendelssohn engagierte sich im jüdischen und nichtjüdischen Vereinsleben der Stadt Berlin. Er gehörte dem Vorstand der Gesellschaft der Freunde an und leitete viele Jahre die Gesellschaft zur Verbreitung der Handwerke und des Ackerbaues unter den Juden im preußischen Staat. Auch darüber hinaus war er als Geldgeber für soziale Projekte tätig. Zusammen mit seinem Bruder Georg Benjamin Mendelssohn gründete er 1863 zum Andenken an ihre im Vorjahr verstorbene Mutter die Henriettenstiftung. Diese zahlte verwaisten Mädchen Mittel zum Erwerb einer Aussteuer. Die Stiftung war angebunden an die der jüdischen Gemeinde unterstellte Moses-Mendelsohnsche Waisenerziehungsanstalt, zu deren Kuratorium Mendelssohn gehörte. In Charlottenburg, wo er einen Sommersitz, die Villa Sorgenfrei, besaß, war er 1864/65 maßgeblich am Bau eines ersten Krankenhauses beteiligt. Ebenfalls in Charlottenburg gründete Mendelssohn 1870 zusammen mit seiner Frau das Mariannenstift zur Versorgung armer, alleinstehender alter Frauen in der Scharrenstraße Nr. 7, der heutigen Schustehrusstraße. Zweck dieser Stiftung war es, „weiblichen, ausnahmsweise männlichen Personen in vorgerücktem Lebensalter Wohnung nebst Heizmaterial zu gewähren“.
Während sein Bruder zum Christentum übertrat, blieb Alexander dem jüdischen Glauben treu. Zwar ließen er und seine Frau ihre Kinder nach der Geburt taufen. Alexander Mendelssohn selbst aber arbeitete 1847 in einer Kommission der Berliner jüdischen Gemeinde mit, die eine Bittschrift anlässlich des geplanten Judengesetzes erarbeitete. In den 1860er Jahren gehörte er zudem der Repräsentantenversammlung der Gemeinde an.
Enge freundschaftliche Beziehungen sowie eine langjährige, teilweise erhaltene Korrespondenz pflegte er mit Alexander von Humboldt, der ihn neben zwei weiteren Personen 1856 zum Empfang der Berliner Ehrenbürgerwürde einlud. Mendelssohn war nach dem Tod Humboldts Mitgründer und Schatzmeister der Alexander von Humboldt-Stiftung für Naturforschung und Reisen.
Alexander Mendelssohn erhielt von Friedrich Wilhelm IV. 1854 den Titel eines Geheimen Kommerzienrates und von der preußischen und russischen Regierung verschiedene Orden verliehen. Im Jahr 1871 wurde ihm von der Stadt Charlottenburg das Ehrenbürgerrecht verliehen.

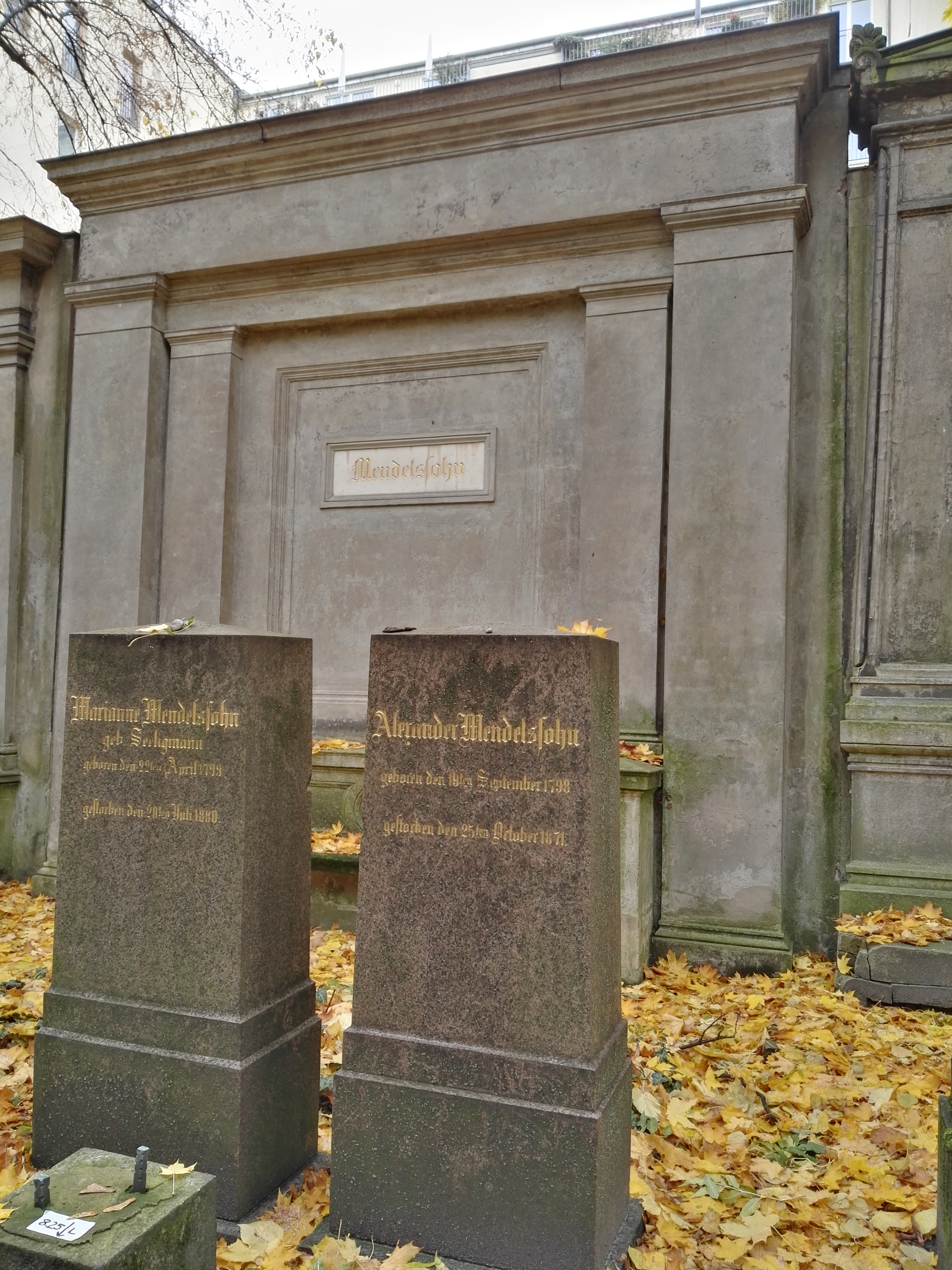
Grabstätte

Begraben wurden Alexander und Marianne Mendelssohn auf dem jüdischen Friedhof an der Schönhauser Allee neben Alexanders Eltern.